# Шубат Енлил
Шубат Енлил е древен град в Месопотамия, втора столица на Асирия в периода 1754 пр.н.е. – 1681 пр.н.е., знае се че е съществувал от 5000 пр.н.е. В края на 3-то хилядолетие пр.н.е. е известен като Shekhna, тогава градът е в състава на Акадска империя. През 18 век пр.н.е. е преименуван на Шубат Енлил (което в превод означава – място на бог Енлил) от асирийския цар Шамши Адад I и става столица на Асирия в северна Месопотамия. Престава да съществува през 17 век пр.н.е.